# Plattenkogel Xpress I
De Plattenkogel Xpress I is een acht persoons stoeltjeslift gebouwd door Doppelmayr in 2003 voor de Zillertal Arena. De Plattenkogel Xpress I verbindt het skigebied van Königsleiten met het skigebied van de Plattenkogel beter bekend als Gerlosplatte. De stoeltjeslift is uitgerust met een zogenaamde 'bubble' tegen de wind en sneeuwstormen.

## Prestaties
De Plattenkogel Xpress I heeft de beschikking over 48 stoeltjes die aan de kabel kunnen worden gekoppeld. De kabel gaat 5 meter per seconde. Dat komt neer op 18 kilometer per uur. De afstand is in 3.2 minuten afgelegd. De totale capaciteit van de kabelbaan is 2400 personen per uur, wat vrij laag is voor een kabelbaan.